# Chucándiro
Chucándiro è una municipalità dello stato di Michoacán, nel Messico centrale, il cui capoluogo è la località omonima.
La municipalità conta 5.166 abitanti (2010) e ha un'estensione di 191,88 km².
Il nome della località significa boschetti in lingua chichimeca.